# МЕРА25
Европейский реалистический фронт неповиновения (греч. Μέτωπο Ευρωπαϊκής Ρεαλιστικής Ανυπακοής), или МЕРА25 (греч. ΜέΡΑ25), — левая политическая партия Греции, образованная в 2018 году. Основана бывшим депутатом от партии СИРИЗА и бывшим министром финансов Янисом Варуфакисом. МЕРА25 входит в общеевропейское движение DiEM25, а также в Европейскую весну и Прогрессивный интернационал.

## Название
Сокращённое название партии ΜέΡΑ25 идентично по написанию греческому слову (греч. μέρα), что означает «день». Это зеркально соответствует названию общеевропейского движения DiEM25: латинское (лат. diem) также означает «день».

## История
Партия была основана 26 марта 2018 года бывшим министром финансов Янисом Варуфакисом и была представлена на специальном собрании в Афинах.
В декабре 2018 года к партии присоединилась бывший член партии СИРИЗА и депутат Европейского парламента София Сакорафа.
Партия участвовала на выборах в Европейский парламент 2019 года, но немного не добрала голосов и не вошла в Европарламент — № 1 в её списке, Софии Сакорафе, не хватило чуть более 300 голосов (менее 0,001 %). На парламентских выборах 2019 года партия получила 9 мест в парламенте Греции.

## Результаты выборов

### Парламент Греции
| Год       | Парламент Греции | Парламент Греции | Парламент Греции | Парламент Греции | Парламент Греции | Место | Правительство  | Лидер          |
| Год       | Голоса           | %                | ±пп              | Места            | +/−              | Место | Правительство  | Лидер          |
| --------- | ---------------- | ---------------- | ---------------- | ---------------- | ---------------- | ----- | -------------- | -------------- |
| 2019      | 194 232          | 3,44             | 9                | 9 из 300         | ▲9               | #6    | Оппозиция      | Янис Варуфакис |
| май 2023  | 155,085          | 2.63 %           | −0.81            | 0 из 300         | ▼ 9              | #8    | Вне парламента | Янис Варуфакис |
| июнь 2023 | 130,276          | 2.50 %           | −0.13            | 0 из 300         | ▬ 0              | #9    | Вне парламента | Янис Варуфакис |

### Европарламент
| Европарламент | Европарламент | Европарламент | Европарламент | Европарламент | Европарламент | Европарламент | Европарламент  |
| Год           | Голоса        | %             | ±пп           | Места         | +/−           | Место         | Лидер          |
| ------------- | ------------- | ------------- | ------------- | ------------- | ------------- | ------------- | -------------- |
| 2019          | 169 286       | 2,99          | 0             | 0 из 21       | −             | #7            | Янис Варуфакис |